# Pasión morena
Pasión morena es una telenovela mexicana realizada por TV Azteca en colaboración con Telefé Internacional, producida por Rita Fusaro y Claudio Meilán, está basado en una adaptación de lo que fue la argentina Yago, pasión morena, consecuentemente los personajes originales fueron modificados y sus perfiles reescritos. 
Protagonizada por Paola Núñez y Víctor González, y con las participaciones antagónicas de Fernando Ciangherotti, Anette Michel, Segundo Cernadas y Alberto Guerra.

## Trama
Leo Hernández es un muchacho de 28 años que fue criado en la selva Lacandona por un hombre que se suponía era su padre, el cual le enseñó las armas necesarias para sobrevivir en la selva. Aunque sabe leer y escribir, Leo reniega de su enseñanza. Su rudeza nunca le permitió enamorarse de nadie como para formar una familia.
Morena Madrigal, es una chica casi de su misma edad que estudió en New York y es tecnológicamente dependiente. Desafortunada en lo afectivo siempre se enamora del hombre equivocado. Morena viaja a la selva Lacandona y conoce a Leo, pero la relación no funciona por ser ambos muy diferentes.
Luego ella viaja a la Ciudad de México en busca de su abuelo y comienza a trabajar en las empresas Sirenio. Al mismo tiempo Leo se entera de que el hombre que lo crio no es su padre y que su apellido es Sirenio, con ese dato viaja a la Ciudad de México a buscar a su verdadera familia y es en la casa de los Sirenio donde se reencuentra con Morena, ella lo tendrá que adaptar a las reglas de conducta de la ciudad, y a pesar de sus diferencias se enamorarán perdidamente. Sin embargo, el poderoso jefe de la familia, Aldo Sirenio, hará todo lo posible para evitar que Leo ocupe el lugar que le pertenece.

## Elenco
- Paola Núñez - Morena Madrigal Rueda
- Víctor González - Leo Hernández / Fernando Sirenio
- Anette Michel - Cassandra Rodríguez / Emilia Dumont
- Alberto Guerra - Ramiro Negrete Jiménez "el Diablo"
- Fernando Ciangherotti - Aldo Sirenio
- Evangelina Elizondo - Josefina Vda. de Sirenio
- Ari Telch - Llamita / Flavio Sirenio
- Segundo Cernadas - Óscar Salomón
- María Renée Prudencio - Elena Vda. de Sirenio
- Andrea Noli - Silvia Rueda
- Víctor Huggo Martín - Roberto Cárdenas
- José Alonso - Adolfo Rueda
- Javier Gómez - Lucio Sirenio
- Juan Valentín - Pedro Hernández
- Fernando Sarfatti - Isaac Salomón
- Amaranta Ruiz - Viviana de Cárdenas
- Erika de la Rosa - Isela Terán de Reyes
- Lambda García - Gustavo Sirenio
- Alejandro Lukini - Ernesto "Neto" Rodríguez
- María Fernanda Quiroz - Jazmín
- Sergio Bonilla - Jesús "el Chucho" Reyes
- Marcela Guirado - Georgia Madrigal Rueda
- Silvia Santoyo - Luisa
- Mar Carrera - Gloria Jiménez Vda. de Negrete
- Flavio Peniche - "El Perro" Sálazar
- Regina Murguía - Marcela Salomón
- Dino García - Fragoso

## Otras versiones
- Pasión Morena es una adaptación de la original argentina "Yago, pasión morena"  cuya idea original es de Ricardo Rodríguez y Claudia Piñeyro y fue hecha por Telefe en 2001, producida por Miguel Colom y Federico Palazzo y protagonizada por Gianella Neyra y Facundo Arana.